# Kadnikowskij
Kadnikowskij (ros. Кадниковский) – osiedle w Rosji, w obwodzie wołogodzkim, w rejonie wożegodzkim. W 2010 liczyło 2116 mieszkańców.